# Arhitektura u 1661.
◄◄ | ◄ | 1658. | 1659. | 1660. | 1661.  | 1662. | 1663. | 1664. | ► | ►►
Arhitektura • Astronomija • Glazba • Kazalište • Kemija • Kiparstvo • Knjige • Književnost • Kršćanstvo • Medicina • Politika • Pravo • Promet • Slikarstvo • Znanost
Arhitektura u 1661.

## Hrvatska i u Hrvata

### Zgrade i druge građevine
- Početak gradnje Bastiona Cornaro, u Splitu (dovršen 1664.)

## Vanjske poveznice
|  | Zajednički poslužitelj ima još gradiva o temi Arhitektura u 1660-im |